# Sonderstab F
Der Sonderstab F war eine deutsche Militärmission im Königreich Irak während des Zweiten Weltkriegs unter dem Kommando des Generals der Flieger Hellmuth Felmy (daher das F im Namen der Mission).
Die rechtliche Grundlage war die Führer-Weisung Nummer 30 „Mittlerer Orient“ vom 23. Mai 1941. Sie bedeutete Waffenhilfe und Propagandaunterstützung des Deutschen Reiches für den Irak. Ziel war es, den Widerstandswillen der Irakischen Streitkräfte im laufenden Militärputsch im Irak 1941 zu stärken sowie ihr Selbstvertrauen gegenüber den in ihrem Hoheitsgebiet stationierten britischen Truppen zu erhöhen. Die von Hitler erhoffte irakische „Volkserhebung“ scheiterte an den militärischen Gegenmaßnahmen der Briten, am dilettantisch durchgeführten Plan und der nur schwachen Präsenz der Luftwaffe in diesem Gebiet. Der Einsatz des Sonderstabes – soweit es dessen Tätigkeit im Irak betraf – endete am 29. Mai 1941, einen Tag vor dem irakisch-britisch/indischen Waffenstillstand am 30. Mai 1941.

## Weisung Nummer 30 „Mittlerer Orient“
Zu einem Zeitpunkt, als der deutsche Luftwaffeneinsatz nur mehr ein Schatten seiner selbst war, erließ Hitler mit Führer-Weisung Nummer 30 „Mittlerer Orient“ vom 23. Mai 1941 noch offiziell die deutsche Unterstützung des Irak. Diese Weisung lautete:

„1. Die arabische Freiheitsbewegung ist im Mittleren Orient unser natürlicher Bundesgenosse gegen England. In diesem Zusammenhang kommt der Erhebung des Irak besondere Bedeutung zu. Sie stärkt über die irakischen Grenzen hinaus die England feindlichen Kräfte im Mittleren Orient, stört die englischen Verbindungen und bindet englische Truppen sowie englischen Schiffsraum auf Kosten anderer Kriegsschauplätze. Ich habe mich daher entschlossen, die Entwicklung im Mittleren Orient durch Unterstützung des Irak vorwärts zu treiben. Ob und wie die englische Stellung zwischen Mittelmeer und Persischem Golf – in Zusammenhang mit einer Offensive gegen den Suez-Kanal – später endgültig zu Fall zu bringen ist, steht erst nach Barbarossa zur Entscheidung.
2. In Zusammenfassung meiner Einzelentscheidungen befehle ich
die Unterstützung des Irak
die Entsendung einer Militärmission
Hilfeleistung durch die Luftwaffe
Waffenlieferungen.
3. Die Militärmission (Deckname: Sonderstab F) untersteht dem General der Flieger Felmy. Ihre Aufgaben sind
a) die irakische Wehrmacht zu beraten und zu unterstützen,
b) nach Möglichkeit militärische Verbindungen mit England feindlichen Kräften auch außerhalb des Irak herzustellen,
c) für die deutsche Wehrmacht Erfahrungen und Unterlagen in diesem Raum zu gewinnen.
Die Zusammensetzung entsprechend diesen Aufgaben regelt der Chef des Oberkommandos der Wehrmacht. Für die Unterstellungsverhältnisse gilt:
a) Dem Chef der Militärmission unterstehen alle nach dem Irak zu entsendenden Angehörigen der Wehrmacht, außerdem das Verbindungskommando Syrien.
b) Der Chef der Militärmission untersteht dem Chef des Oberkommandos der Wehrmacht mit der Maßgabe, daß Befehle und Richtlinien für die fliegenden Verbände ausschließlich vom Oberbefehlshaber der Luftwaffe ergehen.
c) Der Chef der Militärmission verkehrt nur mit den militärischen Dienststellen des Irak. Verhandlungen mit der irakischen Regierung in Angelegenheiten der Mission führt der Vertreter des Auswärtigen Amtes im Irak. Bei militärischen Anordnungen, die außenpolitische Rückwirkungen haben können, hat der Chef der Militärmission vorher das Einvernehmen mit dem Vertreter des Auswärtigen Amtes im Irak herzustellen.
d) Die Angehörigen der Militärmission gelten vorerst als Freiwillige (nach Art der Legion Condor). Sie tragen Tropenuniform mit irakischen Abzeichen. Letztere sind auch von deutschen Flugzeugen zu führen.
4. Luftwaffe: Ihr zahlenmäßig zu begrenzender Einsatz dient über die reine Waffenwirkung hinaus dem Zweck, Selbstvertrauen und Widerstandswillen der irakischen Wehrmacht und des Volkes zu stärken. Art und Umfang des deutschen Eingreifens bestimmt der Oberbefehlshaber der Luftwaffe.
5. Waffenlieferungen: Die erforderlichen Anordnungen (Lieferungen aus Syrien auf Grund des hierfür mit den Franzosen getroffenen Abkommens und aus Deutschland) trifft der Chef des Oberkommandos der Wehrmacht.
6. Steuerung der Propaganda im Mittleren Orient ist Aufgabe des Auswärtigen Amtes, das hierzu mit dem Oberkommando der Wehrmacht (WFSt/WPr) zusammenarbeitet. Grundgedanke der Propaganda ist: »Der Sieg der Achse bringt den Ländern des Mittleren Orients Befreiung vom englischen Joch und damit Selbstbestimmungsrecht. Wer die Freiheit liebt, tritt daher in die Front gegen England ein.« Propaganda gegen die französische Stellung in Syrien hat dabei zu unterbleiben.
7. Sofern italienische Wehrmachtangehörige im Irak eingesetzt werden, ist mit ihnen auf Grund vorstehender Weisung zusammenzuarbeiten. Ihre Unterstellung unter den Chef der Deutschen Militärmission wird angestrebt werden.“

## Vorgeschichte

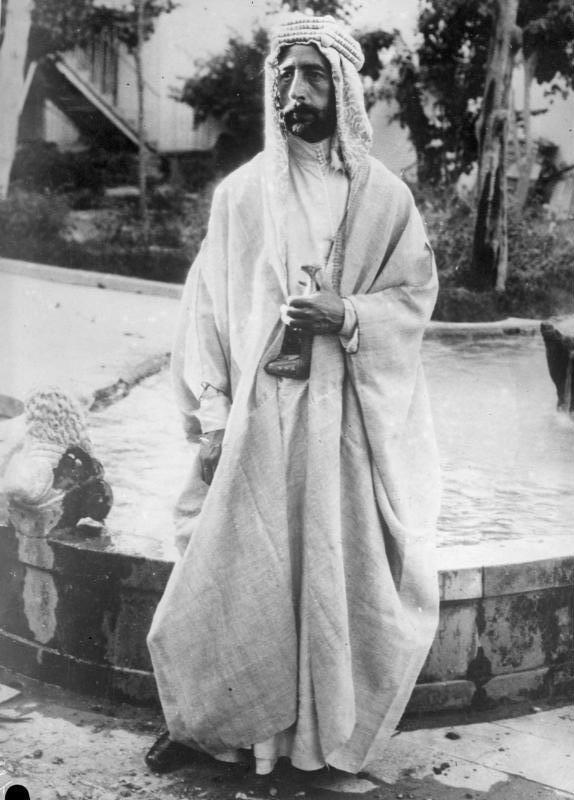
Faisal I. im Jahr 1932

1627 war der Irak an das Osmanische Reich gefallen und wurde türkische Provinz. Im Ersten Weltkrieg wurde diese Provinz von 1915 bis 1917 von türkischen Truppen, mit deutscher Unterstützung, gegen die britisch-indischen Streitkräfte verteidigt. Nach dem Zerfall des Osmanischen Reiches 1918 begründete der Irak auf seinem Gebiet eine eigene Interessengemeinschaft. Im März 1921 fiel der Irak als Mandatsgebiet unter der Führung von Faisal I. an Großbritannien. Obwohl Faisal zunächst eine prodeutsche Haltung eingenommen hatte, näherte er sich 1918 den britischen Interessen an. 1924 folgte unter ihm die Eingliederung des Mossulgebietes. 1930 trat der Irak dem Völkerbund als unabhängiger Staat bei.
Ein weiterer Vertrag zwischen dem Irak und England aus dem Jahr 1930 regelte das Durchmarschrecht britischer Truppen und Materialtransporte um die wichtigen Erdölquellen bei Mossul. Ferner verfügte das Britische Empire über zwei militärische Flugplätze, Habbaniyya (bei Bagdad) und einen bei Basra. Nach dem Tod Faisals I. 1933 wurde König Ghazi I. Staatsoberhaupt. Dieser starb 1939 bei einem Autounfall. Sein Nachfolger wurde der Emir Abd ul-Ilah. Als Deutschland am 1. September 1939 Polen überfiel, brach der Irak seine diplomatischen Beziehungen ab; hielt sich aber von einer Kriegserklärung zurück. Nach der Niederlage Frankreichs im Sommer 1940 profilierte sich in der irakischen Militärführungsebene eine antibritische Haltung. Diese mündete am 3. April 1941 in einer Palastrevolte, in deren Folge der antibritisch eingestellte Raschid Ali al-Gailani und seine Generalstruppen sowie andere hohe Offiziere die Macht an sich reißen konnten. Unter seinen Gefolgsleuten befand sich auch der Mufti von Jerusalem Mohammed Amin al-Husseini, der als Oberhaupt der Palästinaaraber gegen eine britische Vormachtstellung in der arabischen Welt und als überzeugter Nationalist galt. Abd-ul-llah, dem designierten Staatsoberhaupt, blieb nur die Flucht.

## Britische Reaktionen
Die britischen Reaktionen auf den Machtwechsel ließen nicht lange auf sich warten. Am 17. April 1941 besetzten britische Fallschirmjäger ohne Gegenwehr das strategisch wichtige Basra, um ihren Einflussbereich zu sichern. Die Fallschirmjäger wurden am 18. April 1941 durch im dortigen Hafen anlandende britische und indische Verbände verstärkt. Gailani wiederum ließ daraufhin 9000 Mann seiner Streitkräfte sowie Artillerie gegen den britischen Flughafen von Habbaniyya aufmarschieren und einkesseln. Ein offener Angriff erfolgte nicht. Zu diesem Zeitpunkt befanden sich dort 2200 britische Soldaten, 9000 Zivilisten und 82 Flugzeuge aller Typen verteilt auf 4 Staffeln. Die irakischen Gesamtstreitkräfte umfassten etwa 37.000 Soldaten. Ferner verfügte Gailani über einige wenige Flusskanonenboote und 57 Flugzeuge, von denen 12 Gloster Gladiator, 12 Fiat G.50 und 12 Douglas Dauntless waren.
Am 2. Mai 1941 begann mit einem britischen Luftangriff auf die irakischen Belagerer des Luftwaffenstützpunkts Habbaniyya der Britisch-Irakische Krieg.
Ebenfalls am 2. Mai besetzten irakische Streitkräfte das Fort Rutba an der syrischen Grenze, das durch die wichtige Pipeline Mossul-Haifa zur Versorgung der britischen Mittelmeerflotte von hoher strategischer Bedeutung war. Um weiteren britischen Offensiven ebenbürtig entgegentreten zu können, bat Gailani am 2. Mai 1941 das Großdeutsche Reich offiziell um Waffenhilfe. Einen Tag später, am 3. Mai 1941, bombardierten RAF-Einheiten den irakischen Flugplatz Hinaidi, wobei 20 irakische Maschinen am Boden, das entsprach circa 35 % der Luftstreitkräfte, zerstört werden konnten. Zur gleichen Zeit griff die britische Luftwaffe auch die im Umfeld von Habbaniyya stationierten irakischen Truppen an und zerstörte deren Artillerie.

## Deutsche Gegenreaktionen

Irakische Kokarde (1931–2004), 1941 an deutschen Flugzeugen

Die angeforderte Waffenhilfe des Irak löste im Berliner Auswärtigen Amt in Absprache mit Hitler eine Reihe von Reaktionen aus. Am 6. Mai 1941 wurde im Bereich der Luftwaffe eine Militärmission mit dem Namen Sonderstab F unter dem Kommando von General der Flieger Hellmuth Felmy beschlossen, der die taktische Einsatzleitung des künftigen Luftwaffeneinsätze im Irak von Griechenland übernehmen sollte. Ihm direkt unterstellt wurde das Sonderkommando Junck unter der Führung von Oberst Werner Junck, das die operative Einsatzleitung von Mossul (später Bagdad) aus übernehmen sollte. Hierzu wurde die 4. Staffel des Zerstörergeschwaders 76 mit 12 Maschinen vom Typ Messerschmitt Bf 110 sowie die 4. Staffel des Kampfgeschwaders 4 bestehend aus 12 Maschinen vom Typ Heinkel He 111 eingesetzt. Um einen ungefährdeten Transport der benötigten Waffenlieferungen zu gewährleisten, erhielt Fritz Grobba, seinerzeit deutscher Gesandter in Damaskus, zuvor Bagdad, die Order, Verbindung mit dem französischen Generalresidenten der Levante, d. h. der Mittelmeerländer, General Henri Dentz, aufzunehmen. Dieser holte sodann die Zustimmung der Vichy-Regierung ein, die den Überflug und den freien Transport von Waffen und Ausrüstungen über die französische Kolonie Syrien in den Irak absegnete. Er beinhaltete ferner auch die Nutzung syrischer Flughäfen als Durchgangsbasen für deutsche Flugzeuge. Gleichzeitig rief Gailani zum Heiligen Krieg für die Unabhängigkeit des Iraks auf. Grobba und sein Stab trafen nach den Verhandlungen in Syrien am 11. Mai 1941 in Bagdad ein.
Am 12. Mai 1941 flog ein deutsches Vorauskommando vom Sonderkommando Junck von Athen kommend nach Bagdad. An Bord der einzelnen He 111 befand sich unter anderen Personen der Sohn von Generalfeldmarschall Werner von Blomberg, Major Axel von Blomberg. Allerdings wurde sein Flugzeug beim Landeanflug von Galainis Truppen irrtümlich beschossen. Das Flugzeug konnte zwar sicher landen, aber für von Blomberg kam jede Hilfe zu spät. Er war bereits an einem Kopfschuss verstorben. Noch am gleichen Tag landeten weitere sechs deutsche Bomber He 111 auf ihrer Zwischenstation in Damaskus auf dem Weg nach Mossul. Die anderen auf dem Weg befindlichen Fliegerkräfte legten auf ihrem Weg in den Irak eine Zwischenlandung im syrischen Palmyra ein, wo sie von einem britischen Bombenangriff überrascht wurden. Keine der Maschinen wurde ernsthaft beschädigt, doch die Briten hatten auf diesem Wege vom möglichen Einsatz deutscher Flugzeuge im Irak erfahren. Der Hauptteil beider Staffeln erreichte später den Fliegerhorst bei Mossul, wobei eine He 111 infolge des dort tobenden Sandsturms eine Bruchlandung hinlegen musste. Damit waren noch 23 Maschinen des Sonderkommandos einsatzbereit. Später erfolgte die Verlegung der Fliegerkräfte nach Bagdad.
Am Folgetag, dem 13. Mai 1941, traf auch der erste Waffentransport von Syrien kommend über die Bagdadbahn im Irak ein. Er beinhaltete 12 Geschütze, 200 Maschinengewehre, mehr als 300 Maschinenpistolen, 13.000 Artilleriegeschosse, 5 Millionen Schuss Gewehr- und Pistolenmunition, 32 Kraftfahrzeuge sowie die Ausrüstung für eine Nachrichtentruppe aus französischen Waffenbeständen. Als das britische Kommando erfuhr, dass die Vichy-Regierung der deutschen Luftwaffe eine Benutzungserlaubnis ihrer Flugplätze in Syrien zugestanden hatte, bombardierten Einheiten der RAF die Flugplätze in Damaskus, Palmyra und Rayak.
Derweil entwickelte sich die Lage der wenigen deutschen Luftwaffeneinheiten im Irak katastrophal. Es mangelte an Ersatzteilen und geeigneten Spezialsandfiltern für die Flugzeuge; ebenso an verstärkten Kühlsystemen und Spezialreifen für den weichen Wüstensand. Ferner standen den beiden Staffeln nur geringe Kräfte an Bodenpersonal zur Verfügung. Weitaus schlimmer war jedoch der Mangel an Munition und Bomben sowie hochoktanhaltigen Treibstoff, der unter abenteuerlichen Umständen künstlich auf 100 Oktan angereichert werden musste. Ferner existierte keine eigene Luftaufklärung und das zur Verfügung stehende Kartenmaterial war unzureichend. Die von den Piloten im Notfall zu benutzenden Fallschirme litten unter den hohen Temperaturen derart, dass die Fallschirmseide brüchig wurde. Auf Nachschub hoffend, der allerdings aufgrund der parallel laufenden Luftlandeschlacht um Kreta nie eintraf, konnte von den eingesetzten 24 deutschen Flugzeugführern einzig Martin Drewes auf seiner Bf 110 am 20. Mai 1941 den ersten und einzigen Luftsieg bei Falludscha erzielen, als er eine Gloster Gladiator abschoss. Später wurde er selbst vom Flakfeuer eines britischen LKWs abgeschossen und musste in der Wüste notlanden. Ein irakischer Suchtrupp bewahrte ihn und seinen Schützen jedoch vor dem Tod. Die restlichen Maschinen flogen bis Ende Mai 1941 mehr schlecht als recht ihre täglichen Angriffe. Mehr als eine Störung der britischen Nachschublinien sowie die Zerstörung einer Handvoll RAF-Flugzeuge am Boden vermochten sie jedoch nicht auszurichten. Bis Monatsende fielen ihre eigenen Maschinen aufgrund der genannten Unzulänglichkeiten nach und nach aus.
In der Nacht des 27. auf den 28. Mai 1941 begann der britische Vormarsch auf Bagdad, dessen erste Vororte am 30. Mai 1941 eingenommen wurden. Junck verfügte zu diesem Zeitpunkt noch über zwei einsatzbereite He 111. Die irakischen Minister, unter anderem auch der Verteidigungsminister Naji Shawakat, flohen nach Ankara. Rashid Ali floh nach Persien bzw. Berlin, nachdem die deutsche Seite verlauten ließ, es könne für die nächsten zwei Monate keine Hilfe mehr geleistet werden. Das „Sonderkommando Junck“ wurde in der Nacht vom 29. auf den 30. Mai 1941 unter Aufgabe der letzten Flugzeuge von Bagdad nach Mossul verlegt, wo sie mit italienischen Transportmaschinen über Rhodos im italienischen Dodekanes nach Deutschland zurückbeordert wurden. Dort wurde der Sonderstab aufgelöst. An ihre Stelle traten im Irak die am 29. Mai 1941 in Baghdad eingetroffenen zwölf Maschinen vom Typ Fiat CR.42 der italienischen Luftstreitkräfte, die jedoch mit ihren alten Maschinen gar nichts erreichten. Der zuvor im Exil lebende Regent Iraks und nun zurückgekehrte Abd al-llah unterzeichnete am 31. Mai 1941 gegenüber den britischen/indischen Streitkräften einen Waffenstillstand und wurde mit der Bildung einer neuen Regierung betraut. Am 1. Juni 1941 wurde Baghdad durch britische und indische Truppen besetzt, am 4. Juni 1941 folgte Mossul. Mit der Etablierung der neuen Regierung war der Irak befriedet und das „Abenteuer Irak“ für die deutsche Luftwaffe abgeschlossen, da sowohl der bevorstehende Überfall auf die Sowjetunion als auch der Afrikafeldzug die zur Verfügung stehenden Ressourcen banden.

## Weitere britische Offensiven

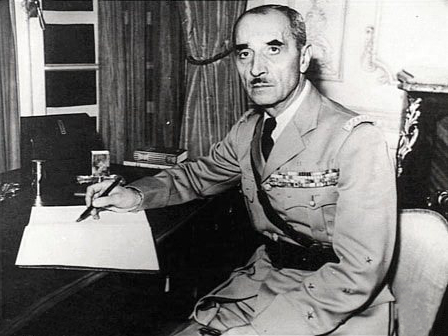
Georges Catroux leitete die Besetzung Syriens und des Libanon im Juli 1941

Die Briten wandten sich nun Syrien und dem Libanon zu, die weiterhin unter der Kontrolle der französischen Vichy-Regierung standen. Diese Unwägbarkeiten im Rücken der britischen Front in Ägypten wurden als ernsthafte Bedrohung empfunden. So marschierten am 8. Juli 1941 australische, britische und indische Truppen unter dem Oberkommando von General Georges Catroux sowie der 1. Division der Freien Franzosen im Rahmen des syrisch-libanesischen Feldzuges in die beiden Länder ein und besetzten diese.
Anschließend gerieten die iranischen Erdölfelder des Iran in das Visier des britischen Militärs. Da Deutschland im Iran ein großes Ansehen genoss, befürchteten die Briten, Deutschland könne sich die dortigen Erdölfelder über Staatsvereinbarungen nutzbar machen, um so ihre Kriegslage im Mittelmeerraum entscheidend zu verbessern. Um dieser Gefahr entgegenzutreten und gleichfalls der Sowjetunion die dringend benötigten Nachschübe liefern zu können, forderte Großbritannien vom Iran die Ausweisung der deutschen Kolonien sowie eine Neutralität für den Transit von Kriegslieferungen in die Sowjetunion. Da sich die iranische Staatsführung zunächst weigerte, den Forderungen nachzukommen, erhielten die irakischen Streitkräfte von den Briten die Order, notfalls die Ölraffinerien und Ölfelder von Abadan zu besetzen. Nachdem eine von der Sowjetunion und Großbritannien verfasste Note ebenfalls ungehört geblieben war, wurde der 25. August 1941 als Angriffstermin von britisch-sowjetischen Truppen festgesetzt. Drei Tage nach dem Beginn der Kampfhandlungen kapitulierte der Iran am 28. August 1941. Am 17. September 1941 besetzten britische und sowjetische Truppen kampflos Teheran. Die britischen Verluste beliefen sich zu diesem Zeitpunkt auf 22 Tote und 42 Verwundete.

## Generalkommando z.b.V.
Der Sonderstab F teilte sich am 10. September 1942 in Führungsstab und Regimentsstab z.b.V. Aus dem Führungsstab wurde am 23. September das Generalkommando z.b.V. gebildet und der Regimentsstab gleichzeitig Regimentsstab z.b.V. bei diesem Generalkommando. Von November 1942 bis Januar 1943 war das Generalkommando z.b.V. bei der 1. Panzerarmee in der Heeresgruppe A und war im Kaukasus eingesetzt. Im Februar 1943 kam es zur 4. Panzerarmee bei der Heeresgruppe Don und kämpfte um Rostow. Am 9. April 1943 wurde aus dem Generalkommando z.b.V. das Generalkommando z.b.V. LXVIII. Ende September 1943 wurde es in LXVIII. Armeekorps umbenannt. Das Korps sicherte in Griechenland (Athen, Tripolis, Korinth, Euböa und Melos) und leitete seit September 1944 den Abtransport der Truppen vom Peloponnes und den Südägäischen Inseln. Mitte Oktober wurde es in den Bereich der 2. Panzerarmee verlegt und kämpfte im Ruma-Abschnitt in Serbien, in Ungarn zwischen Plattensee und Drau und zuletzt in Kärnten und in der Steiermark.